# Jón Sigurðsson
Jón Sigurðsson (17 tháng 6 năm 1811 - 7 tháng 12 năm 1879) là nhà lãnh đạo của phong trào độc lập tại Iceland vào thế kỉ 19.
Jón Sigurðsson sinh tại Hrafnseyri, thuộc miền tây Iceland và là con trai của mục sư Sigurður Jónsson. Năm 1833, ông chuyển đến Copenhagen, Đan Mạch để theo học đại học chuyên ngành ngữ pháp và lịch sử. Ông tỏ ra đặc biệt quan tâm và dành nhiều thời gian nghiên cứu về lịch sử và những câu chuyện dân gian Iceland. Năm 1845, ông về nước lấy vợ đồng thời bắt đầu theo đuổi sự nghiệp chính trị. Năm 1851, ông tham dự Hội nghị Quốc gia và lãnh đạo phong trào độc lập dân tộc của người Iceland, mà cụ thể là chống lại việc thi hành Hiến pháp Đan Mạch 1849 tại nước này. Sau nhiều năm đấu tranh, bản Hiến pháp của Đan Mạch đã không được áp dụng đối với Iceland và chính phủ Đan Mạch đã phải trao cho Iceland quyền tự trị vào năm 1874.
Jón Sigurðsson được đánh giá là người có công lao to lớn trong việc mang lại nền độc lập dù chưa hoàn toàn cho Iceland. Hình ảnh của ông được in trên đồng tiền 500 Krónur của nước này. Từ năm 1967, ngôi nhà của hai vợ chồng ông từng thuê tại Copenhagen thuộc về quyền sở hữu của chính phủ Iceland và trở thành một di tích lịch sử.